# Khmu

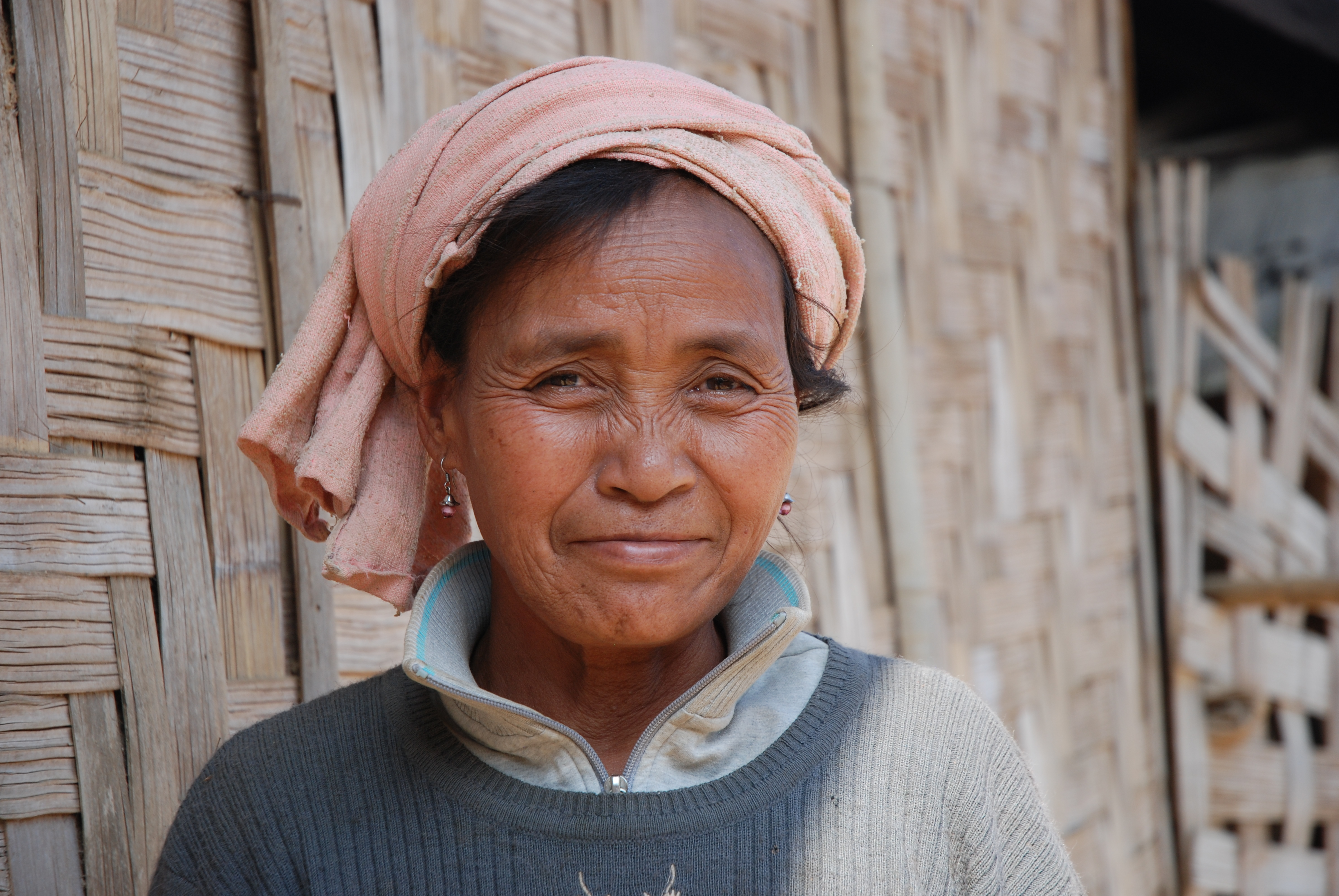
Khmu-Frau im Dorf „Ban Huay fay“ in der Region Luang Prabang, Nordlaos

Die Khmu, auch Kammu, Khamu, Kemu; sind eine ethnische Gruppe, die im Bergland von Nordlaos und in den angrenzenden Gebieten im Süden Chinas, in Vietnam und Thailand siedelt.

## Siedlungsgebiet
Man kann dieses Volk zum Beispiel in Ortschaften wie Phoukhoun oder Muang Kham in Laos und in der Provinz Luang Prabang antreffen. In China leben die Khmu in der Provinz Yunnan und dort in Mengla. Sie gehören nicht zu den offiziellen chinesischen Minderheiten.

## Sprache
Die Sprecher der Khmu-Sprachen werden auf eine halbe Million geschätzt. Ihre Sprache ist mit der Khmer-Sprache verwandt. Ein gemeinsames Merkmal ist etwa der rollende r-Laut, der im Laotischen eher selten ist. Für moderne Wörter, Zahlen und Zeiten benutzen die Khmu ein laotisches oder Thai-Vokabular.

## Kultur
Ein traditionelles Signalinstrument, mit dem früher der Aufruf zu einer Dorfversammlung erfolgte, ist die Schlitztrommel K'look.